# Grid parity
In energetica la grid parity è il punto in cui l'energia elettrica prodotta per mezzo di impianti alimentati a fonti energetiche rinnovabili ha lo stesso prezzo dell'energia prodotta tramite fonti energetiche convenzionali cioè le fonti fossili, o fonti energetiche alternative come il nucleare.
In Italia, negli ultimi anni - soprattutto nel settore fotovoltaico da quando è terminato il sistema incentivante conto energia alla base dell'incentivazione della produzione elettrica da fonte solare (luglio 2013), con l'espressione Grid Parity si tende a far riferimento alla parità fra costo di produzione dell'energia elettrica da impianto fotovoltaico e costo di acquisto dell'energia dalla rete. A valle dell'emanazione della Strategia Energetica Nazionale SEN 2017 da parte del MISE, nel contesto della quale si possono osservare obiettivi di rilievo per quanto riguarda la produzione fotovoltaica all'interno del mix di produzione di energia elettrica (72 TWh al 2030 da confrontare con i 24,8 TWh prodotti nel 2017) - ha preso sempre più consistenza il concetto di market-parity in evoluzione a quello di grid-parity.

## Descrizione Grid-Parity e Market-Parity
In Italia secondo uno studio del dipartimento di Ingegneria elettrica dell'Università di Padova, è stata raggiunta la grid-parity nel 2013: il prezzo del chilowattora per autoconsumo prodotto con pannelli fotovoltaici è uguale a quello dell'energia acquistabile dalla rete elettrica.

In uno studio realizzato da Intellienergia Spin-off Università degli Studi di Roma Tor Vergata, sono state introdotte le definizioni di Osservabilità (competitività in termini di costo di generazione del kWh rinnovabile), e Raggiungibilità (competitività in termini di redditività dell'investimento) associate alla grid-parity fotovoltaica, concetto che nel tempo è andato evolvendosi.
. Affermare che un impianto fotovoltaico è esercito in grid-parity, nella terminologia tecnica in uso (maggio 2018), sta a significare che la produzione di energia elettrica da fonte solare è realizzata senza incentivi, con remunerazione economica somma i) della quota parte di energia elettrica scambiata con la rete e valorizzata economicamente in regime di Ritiro Dedicato o Scambio sul posto, e ii) del mancato costo di acquisto dell'energia elettrica per la quota autoconsumata. I due regimi commerciali gestiti dal GSE, prevedono modalità di esercizio in autoconsumo totale o parziale, in ragione della classe di potenza impiantistica kWp, e del profilo energivoro del cliente produttore soggetto responsabile dell'impianto fotovoltaico. All'esercizio in grid-parity è associato un costo di generazione del kWh fotovoltaico (Levelised Energy Cost), ma anche un Tasso interno di rendimento dell'investimento nella realizzazione impiantistica che deve essere confrontato con valori benchmark del TIR, per valutare se rischiare l'investimento (Condizione di Raggiungibilità della Grid-Parity).
Se la produzione di energia elettrica da fonte solare fotovoltaica viene realizzata in assenza di incentivi, e senza autoconsumo, si introduce il concetto di market-parity o generation-parity.
"Nel mondo ci sono paesi in cui il fotovoltaico batte già senza incentivi le centrali di energia convenzionale confrontandosi nella vendita sul mercato elettrico: è il caso del Cile dove l'elettricità costa cara e il sole picchia duro"
Nella pratica, la market-parity indica la produzione di energia elettrica da fonte solare fotovoltaica in assenza di incentivi, realizzata per mezzo di centrali fotovoltaiche multimegawatt (connesse alla rete elettrica di distribuzione in Media Tensione MT), o centrali fotovoltaiche utility scale (connesse alla rete elettrica di trasmissione in Alta Tensione AT).
La valorizzazione economica in market parity è rappresentata dal valore dell’energia elettrica sulla borsa elettrica GME. La market parity indica, dunque, il Trade-Off tra il costo di generazione del kWh fotovoltaico LCOE (Levelized Cost of Energy) e il prezzo dell’energia elettrica sul mercato elettrico. 
L’energia prodotta viene iniettata in rete e ritirata commercialmente in modalità di ritiro indiretto (Ritiro dedicato RiD) dal GSE (Gestore dei Servizi Energetici), valorizzata, dunque, al prezzo zonale orario. In alternativa l’energia prodotta viene venduta in modalità diretta sul mercato dell’energia elettrica GME (borsa elettrica) o acquistata da un trader per mezzo di contratti solitamente di natura biennale a prezzo fisso (nel 2017 nell’intorno dei 48 €/MWh).
Uno studio realizzato dall'Energy & Strategy Group del Politecnico di Milano afferma che "solitamente con l'espressione grid parity si fa riferimento alla parità fra costo di produzione dell'energia elettrica da impianto fotovoltaico e costo di acquisto dell'energia dalla rete. Tuttavia si considera raggiunta la grid parity quando l'investimento in un impianto fotovoltaico è economicamente conveniente, in termini di rendimento dell'investimento, anche in assenza di incentivi. La grid parity per il fotovoltaico in Italia è un traguardo alla portata, ovviamente con notevoli differenze nella convenienza dell'investimento, dovute alla tipologia di impianto, alla sua localizzazione ed all'uso fatto dell'energia che produce."

Uno studio realizzato dalla società eLeMeNS schematizza, evidenziandone le differenze, il modello grid-Parity e market parity.